# Robecchia
Robecchia is een geslacht van rechtvleugeligen uit de familie veldsprinkhanen (Acrididae). De wetenschappelijke naam van dit geslacht is voor het eerst geldig gepubliceerd in 1898 door Schulthess Schindler.

## Soorten
Het geslacht Robecchia omvat de volgende soorten:
- Robecchia gibba Baccetti, 1991
- Robecchia granulosa Uvarov, 1931
- Robecchia obesa Schulthess Schindler, 1898
- Robecchia tricolor Baccetti, 1991